# Komplementariusz
Komplementariusz (łac. complementarius od complementum, uzupełnienie) – wspólnik w spółce komandytowej lub komandytowo-akcyjnej, który za zobowiązania spółki odpowiada bez ograniczenia całym swoim majątkiem.

## Prawa i obowiązki komplementariusza
Komplementariusz ma prawo reprezentowania spółki oraz prawo i obowiązek prowadzenia jej spraw. Spółkę reprezentują komplementariusze, których z mocy umowy spółki komandytowej (bądź statutu spółki komandytowo-akcyjnej) albo prawomocnego orzeczenia sądu nie pozbawiono prawa reprezentowania spółki. Prawo komplementariusza do reprezentowania spółki dotyczy wszystkich czynności sądowych i pozasądowych spółki. Prawa reprezentowania spółki nie można ograniczyć ze skutkiem wobec osób trzecich. Każdy komplementariusz może bez uprzedniej uchwały komplementariuszy prowadzić sprawy spółki nieprzekraczające zakresu zwykłych czynności spółki. Jeżeli jednak przed załatwieniem sprawy, o której mowa w zdaniu poprzedzającym choćby jeden z pozostałych komplementariuszy sprzeciwi się jej przeprowadzeniu wymagana jest uchwała komplementariuszy uczestniczących w danej spółce. Do dokonania przez komplementariusza czynności przekraczających zakres zwykłych czynności spółki wymagana jest zgoda pozostałych komplementariuszy, a także komandytariuszy uczestniczących w danej spółce komandytowej, chyba że umowa spółki komandytowej stanowi inaczej. Komplementariuszowi spółki komandytowo-akcyjnej nie przysługuje prawo do prowadzenia spraw spółki przekazanych przez statut spółki do kompetencji walnego zgromadzenia lub rady nadzorczej. Komplementariusz jest zobowiązany do powstrzymania się od wszelkiej działalności sprzecznej z interesami spółki. Komplementariusz nie może bez wyraźnej lub dorozumianej zgody pozostałych wspólników, zajmować się interesami konkurencyjnymi, w szczególności uczestniczyć w spółce konkurencyjnej jako wspólnik spółki cywilnej, spółki jawnej, partner, komplementariusz lub członek organu spółki. Komplementariusz jest zobowiązany do wniesienia wkładu do spółki; ma on prawo udziału w zysku.
Nazwisko albo firma (nazwa) co najmniej jednego komplementariusza musi się znaleźć w firmie spółki komandytowej lub komandytowo-akcyjnej.

## Odpowiedzialność komplementariusza
Komplementariusz odpowiada wobec wierzycieli za zobowiązania spółki osobiście, tzn. całym swym majątkiem bez ograniczenia. Odpowiedzialność komplementariusza ma charakter subsydiarny, co oznacza, że wierzyciel może prowadzić egzekucję z jego majątku, dopiero gdy egzekucja z majątku spółki okaże się bezskuteczna. Ponadto odpowiedzialność komplementariusza jest solidarna z pozostałymi wspólnikami (komplementariuszami i komandytariuszami) i ze spółką. Oznacza to, że wierzyciel może żądać całości lub części świadczenia od wszystkich wspólników i spółki łącznie, od kilku z tych podmiotów, lub od każdego z osobna, a zaspokojenie wierzyciela przez któregokolwiek z dłużników zwalnia pozostałych. Zgodnie z art. 115 Ordynacji podatkowej, odpowiedzialność za zaległości podatkowe spółki komandytowej ponosi jedynie komplementariusz.

## Podmioty mogące uczestniczyć w spółce jako komplementariusze
Komplementariuszem może być osoba fizyczna mająca pełną zdolność do czynności prawnych oraz osoba prawna, w tym także spółka z ograniczoną odpowiedzialnością lub spółka akcyjna. Osoby prawne działają jako komplementariusze przez swoje organy. Komplementariuszem może zostać także osobowa spółka prawa handlowego, w tym również inna spółka komandytowa, gdyż spółki te wyposażone zostały w zdolność prawną oraz zdolność do czynności prawnych. Komplementariuszem nie może być natomiast spółka cywilna, ponieważ nie ma zdolności prawnej ani zdolności do czynności prawnych. Komplementariuszami mogą jednak zostać wspólnicy spółki cywilnej, ale występując w charakterze indywidualnych podmiotów. 